# Conti di Clermont-en-Beauvaisis
I Conti di Clermont-en-Beauvaisis (giurisdizione feudale della Francia), dal 1023 furono i seguenti.

## Primi conti ereditari
Due signori di nome Balduí appaiono all'inizio del secolo XI. Il primo citato con questo titolo è Hug Clermont detto Mouchy, figlio di Renald, gran ciambellano di Francia e signore di Creil verso il 1067 (che sposò la figlia di Baldovino II, Ermengarda) che aveva i diritti "alodials al pagus".
Renald (II) de Clermont prese il titolo di Conte di Clermont dopo il suo primo matrimonio (circa nel 1103 o 1104) con Adelais (Adelaide) contessa di Vermandois, Crépy e Valois.
- ????-1023: Baldovino I († 1023);
- 1023-1042: Baldovino II († 1042), fils du précédent;
- 1042-1088: Rinaldo I di Creil († 1088): sposatosi con Ermengarda di Clermont, figlia di Baldovino II.

Raul I contestabile di Francia e figlio di Rinaldo II divenne conte nel 1162. Aveva quattro figli, ma l'unico maschio, fu Filippo, ma morì prima di suo padre, e l'eredità andò alla sorella maggiore Caterina. La contessa si sposò nel 1184 con Luigi I conte di Blois e Chartres: figlio del conte Tibauld V, detto il Bó, che ereditò dal padre nel 1191 le contee di Blois, Chartres e Châteaudun e l'anno successivo divenne il Conte di Clermont per diritto della moglie. Lo restò  fino alla sua morte in battaglia nei pressi di Adrianopoli il 15 aprile 1205. Gli successe il figlio Tebaldo. Nel 1218, Tebaldo vendette la contea di Clermont a Filippo II di Francia. Filippo II donò la contea in appannaggio al suo secondo figlio maschio.

## Casato di Clermont
- 1088-1101: Ugo I (1035 † 1101), figlio di Rinaldo;
- 1101-1161: Rinaldo II (1070 † 1162), figlio di Ugo I;
- 1162-1191: Raul I († 1191), connestabile di Francia, figlio di Rinaldo II.

## Casato di Blois
- 1191-1205: Luigi I, anche conte di Blois e Chartres: sposato con Caterina di Clermont, figlia di Raul I;
- 1205-1218: Tebaldo, († 22 aprile 1218), figlio di Luigi.

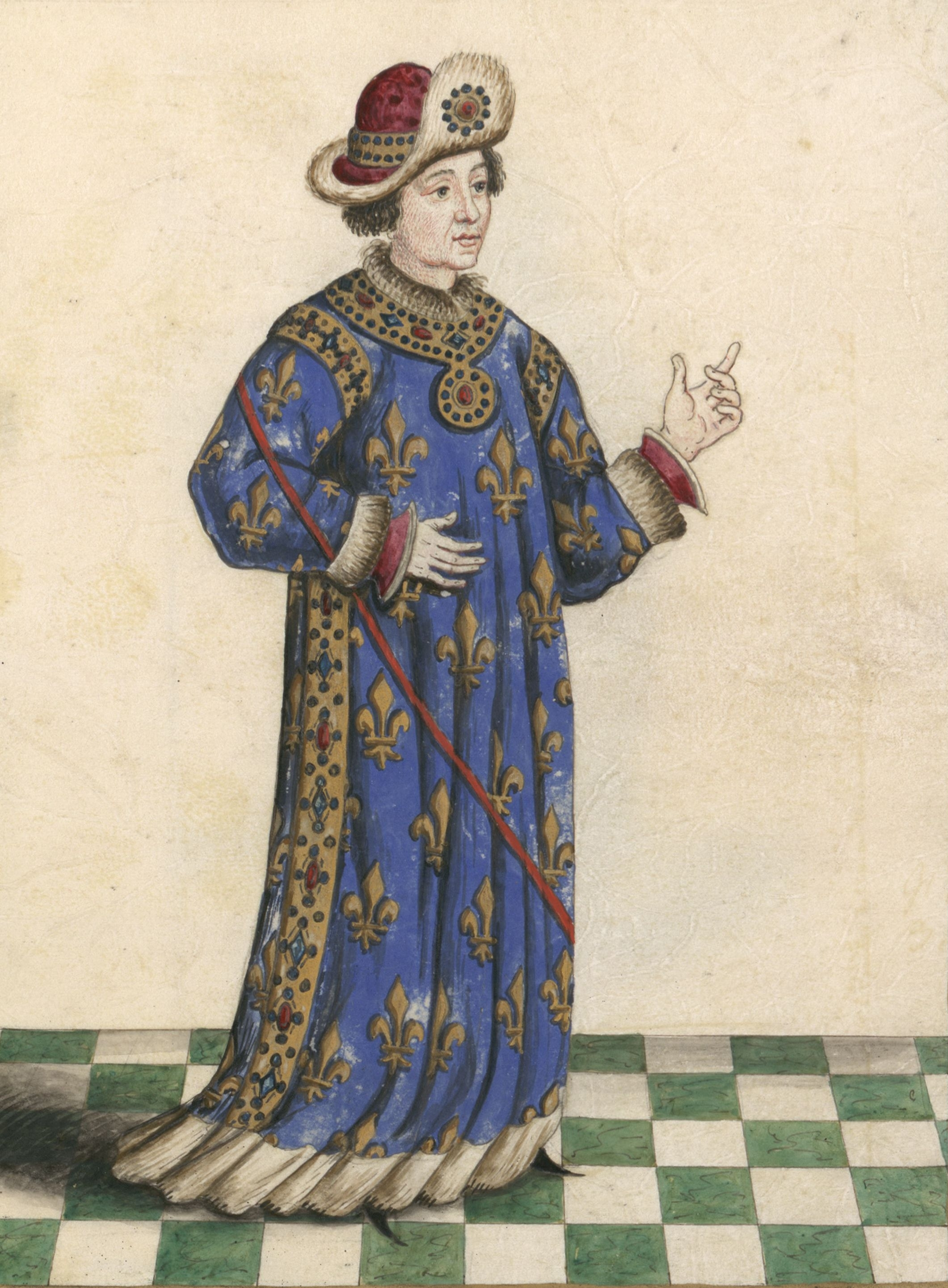
Roberto di Francia, conte di Clermont

## Conti appannagisti
Filippo II di Francia donò la contea in appannaggio al suo secondo figlio maschio:
- 1218-1234: Filippo Hurepel (1200 † 1234), figlio di Filippo II di Francia e Agnese di Merania;
- 1234-? : Alberico (1222 † dopo 1284), figlio di Filippo Hurepel, che darà i suoi possedimenti alla sorella per andare in Inghilterra;
- ?-1252: Giovanna (1219 † 1252), sorella di Alberico;

Nel 1252 il feudo tornò alla corona e Luigi IX di Francia detto il Santo, lo donò nel 1268 a suo figlio. 
Nel 1327, Luigi II duca di Borbone, scambiò Clermont con La Marche con Carlo IV di Francia; sembra comunque che i suoi successori abbiano continuato a fregiare del titolo il figlio primogenito dei duchi di Borbone fino al 1527. attualmente il titolo di Conte di Clermont è detenuto dal delfino Francesco Enrico Luigi Maria d'Orléans, titolo che è stato confesso dal padre il Conte di Parigi Enrico VII di Francia, come titolo di cortesia, dato che il governo Francese riconosce i titoli nobiliari.

## Conti di Borbone
- 1268-1317: Roberto (1256 † 1317) capostipite dei Borbone
- 1317-1327 poi 1331-1341: Luigi II (1279 † 1342), anche duca di Borbone (Luigi I) e conte di La Marche.
- 1341-1356: Pietro I (1311 † 1356)
- 1356-1400: Luigi II (1337 † 1410)
- 1400-1424: Giovanni I (1380 † 1434)
- 1424-1456: Carlo I (1401 † 1456)
- 1456-1488: Giovanni II (1426 † 1488)
- 1488: Carlo II (1434 † 1488)
- 1488-1503: Pietro II (1438 † 1503)
- 1503-1521: Susanna (1491 † 1521)
- 1521-1527: Carlo III (1490 † 1527)

Alla morte di Carlo III, il la Corona di Francia confiscò i suoi beni.

## Conti di Valois
- 1540-1545: Carlo II d'Orléans (1522 † 1545)[1]

## Conti nel XIX e XX secolo
- 1957–1984, circa 1987–1999: Enrico d'Orléans (1908 † 1989)
- 1999-2017: Francesco d'Orléans (1961 † 2017)